# Zak McKracken and the Alien Mindbenders
Zak McKracken and the Aliens Mindbenders est un jeu d'aventure graphique de type pointer-et-cliquer développé et édité par Lucasfilm Games en octobre 1988 sur Commodore 64, Amiga, Atari ST et PC. Initialement commercialisé en version 16 couleurs et basse résolution, le jeu a ensuite été réédité sur PC en version haute définition puis sur FM Towns en 256 couleurs 1990. Le jeu se déroule en 1997 et suit les aventures du journaliste Zak et de trois de ses amis dans leur tentative d’empêcher des extraterrestres de réduire l’intelligence de l’humanité. Pour cela, le joueur doit voyager dans différentes régions du monde et de Mars et résoudre des puzzles. Le jeu a été conçu par David Fox et s’inspire de science-fiction, des comédies, des extraterrestres et des concepts New Age de l’époque. Il a notamment été aidé par l’auteur David Spangler et Matthew Alan Kane. Le jeu est basé sur le moteur SCUMM développé par Ron Gilbert pour Maniac Mansion. À sa sortie, le jeu est bien accueilli par la presse spécialisée, la plupart des critiques jugeant néanmoins qu’il aurait pu être encore meilleur.

## Trame
Le jeu se déroule en 1997 et suit les aventures du journaliste Zak McKracken qui travaille pour le tabloïd National Inquisitor. Lors d’un reportage concernant un écureuil à deux têtes sévissant dans la région de Seattle, Zak découvre que des extraterrestres projettent d’envahir la terre. Pour cela, ils ont pris le contrôle d’une compagnie de téléphone de San Francisco qu’ils utilisent pour diffuser une tonalité très aiguë visant à réduire l’intelligence de l’humanité afin de la rendre incapable de résister à une invasion. Pour les stopper, Zak cherche à reconstituer un ancien mécanisme de défense créé par une autre race d’extraterrestres, les fragments de celle-ci ayant été dispersés dans le monde entier ainsi que sur Mars. Dans son aventure, il est aidé par Annie Larris, une scientifique indépendante, et par les étudiantes Melissa China et Leslie Bennett,.
Le joueur devra explorer différents lieux issus du patrimoine mystique de la culture et des croyances populaires.
- Le Mont Rainier (États-Unis)
- Les Géoglyphes de Nazca (Pérou)
- Les mégalithes de Stonehenge (Angleterre)
- Le triangle des bermudes
- Katmandou (Népal)
- L'Atlantide
- Les temples Aztèques (Mexique)
- Les pyramides de la Vallée des rois (Égypte)

## Système de jeu
Zak McKracken est le troisième jeu d’aventure développé par Lucasfilm Games et le deuxième jeu basé sur le moteur SCUMM créé pour Maniac Mansion. Comme ce dernier, c’est un jeu vidéo à défilement horizontal en deux dimensions dans lequel le joueur contrôle ses personnages par l’intermédiaire d’une interface graphique en pointer-et-cliquer et doit résoudre des énigmes pour avancer dans le jeu,. Le joueur peut interagir avec son environnement en sélectionnant une des quinze commandes verbales proposées, comme « allez », « ramassez », « ouvrez » ou « poussez », puis en cliquant sur l’objet sur lequel il souhaite réaliser cette action. Les commandes peuvent être sélectionnées à la souris mais aussi en appuyant sur la touche du clavier correspondante. 
Outre Zak, le joueur peut également contrôler Annie, Melissa et Leslie en basculant de l’un à l’autre quand il le souhaite. Chacun des quatre personnages dispose de capacités spécifiques. Ainsi, Zak est le seul personnage à pouvoir se servir des artéfacts extraterrestres qu’il peut par exemple utiliser pour prendre le contrôle d’un animal ou se téléporter,. De son côté, Annie peut utiliser son savoir pour déchiffrer des textes ou des messages. Les deux autres, qui se trouvent sur Mars, se ressemblent mais Leslie est moins effrayée par l’inconnu et Melissa possède un lecteur de cassettes qu’elle refuse de prêter à Leslie. Certaines énigmes nécessitent la coopération de plusieurs personnages. Chacun des personnages peut être tué et, bien qu’il soit possible de continuer l’aventure, il n’est alors plus possible de terminer le jeu. En plus de son inventaire, le joueur doit également gérer le compte en banque de Zak. Celui-ci a en effet besoin d’argent pour acheter certains objets et pour prendre l’avion afin de voyager entre les différentes zones du jeu. Au début du jeu, son compte en banque est crédité de 12 000 dollars et il peut notamment obtenir 10 000 dollars supplémentaires en utilisant une machine extra-terrestre capable de prédire les résultats du loto,. Pour Melissa et Leslie, qui se trouvent sur Mars, il doit également gérer leurs réserves d’oxygène.
L'action du jeu est fréquemment interrompue par des dialogues non-interactifs, fournissant au joueur des informations concernant le scénario. Le joueur n’a cependant pas la possibilité d’entamer lui-même une conversation.

## Développement

### Conception
La conception de Zak McKracken est supervisée par David Fox. Après avoir terminé son travail sur Maniac Mansion, et ainsi avoir appris à se servir du moteur de jeu SCUMM, il décide très vite de réutiliser celui-ci pour créer son propre jeu d’aventure. Les développeurs du studio pensent alors que c’est une bonne idée même s'ils n’imaginent alors pas qu’il sera ensuite utilisé pour autant d’autres jeux. L’idée de départ de Fox est de créer un jeu s’inspirant des théories New Age dans lequel le joueur doit faire face à toutes sortes de choses bizarres. De ces théories, il tire notamment l’idée de connexion entre Stonehenge, les pyramides mexicaine et égyptienne et les extra-terrestres. Par l’intermédiaire de Steve Arnold, son directeur général, il prend contact avec l’auteur New Age David Spangler avec qui il organise des séances de brainstorming sur le modèle de celles auxquelles il avait participé pendant le développement de Labyrinth: The Computer Game. Il se rend donc à Seattle pour le rencontrer et pendant deux jours, lui pose toutes sortes de questions. David Spangler joue le jeu et s’amuse alors beaucoup à se moquer de toutes les choses qui ont une grande place dans sa vie. Il propose ainsi de nombreuses idées, dont celle de faire du Mont Rainier de Seattle le premier lieu d’observation des OVNI et du visage de Mars. Outre les théories New Age, David Fox est également influencé par ses autres thèmes favoris comme la science-fiction, les comédies, les extraterrestres et les phénomènes psychiques. Il s’inspire également des théories conspirationnistes, dont celle qui affirme qu’Elvis Presley est en fait un extra-terrestre.
Le héros imaginé par David Fox doit au départ s’appeler Jason et être journaliste dans un quotidien sérieux. Après avoir pris connaissance de ses premières idées, Ron Gilbert a cependant le sentiment que le jeu manque d’humour et qu’il gagnerait à être plus drôle. Il organise alors une nouvelle séance de brainstorming au Skywalker Ranch avec tous les concepteurs du studio afin de réfléchir au moyen de rendre le jeu plus amusant. C’est lors de cette séance qu’ils décident d’appeler le héros Zak McKracken, nom qu’ils imaginent en consultant un annuaire téléphonique, et qu’ils en font un journaliste de presse people afin d’avoir plus de liberté pour imaginer des concepts loufoques. Le jeu s’oriente ainsi vers un concept plus proche de la comédie mais les éléments clés du scénario ne changent pas,.
Pour développer le jeu, David Fox est ensuite assisté par le compositeur Matthew Alan Kane qui l’aide à scripter le jeu et à approfondir le côté loufoque de son univers. Celui-ci compose également la musique du générique du jeu. Grâce à la participation de Kane, le jeu bénéficie d’une des plus importantes collection de musiques et d’effets sonores de l’époque. De son côté, Ron Gilbert se charge de l’amélioration du moteur de jeu. Au total, le développement du jeu s’étale sur neuf mois.

## Versions
La version originale du jeu, sur Commodore 64, est publiée par Lucasfilm Games en octobre 1988,. Cette version initiale propose des graphismes en seize couleurs et basse résolution, et n’inclut qu’un minimum d’effets sonores. La même année, elle est portée sur IBM PC, cette nouvelle version supportant les cartes graphiques Tandy, EGA, CGA, MCGA et Hercules,. Pour la musique, cette version utilise le PC speaker ou équivalent. Son emballage contient le jeu sur disquettes 3,5 et 5.25 pouces ainsi qu’une copie papier du journal fictif du jeu, The National Inquisitor,.
Début 1989, le jeu est porté sur Amiga et Atari ST, la version ST étant fournie avec trois disquettes contre deux pour la version Amiga. Pour ces versions, les graphismes sont redessinés en haute résolution mais restent en seize couleurs. Cette adaptation haute résolution est ensuite à nouveau portée sur IBM PC. Cette version PC dite "384k" car elle nécessite 384k de RAM en comparaison avec la première version PC à 256k. Elle existe en version disquettes 2*3,5" + 3*5,25" ou 3*5,25". Ces trois versions Amiga, Atari ST et PC 384k sont sorties en français. Les exemplaires du jeu en français se distinguent des versions anglaises (comprenant la boite, la notice, le journal, les codes et les disquettes) par plusieurs éléments : 
- présence d'une petite notice en français (succincte et cartonnée, ou notice complète souple et pliée avec écritures bleues),
- les  disquettes peuvent être imprimées avec du texte en français
- la boite peut présenter un ou deux stickers en français (un sticker blanc avec écritures rouges, et un gros sticker bleu avec écritures blanches)

Une version Apple II est initialement prévue mais celle-ci est finalement annulée. 
Le jeu est également publié sur FM Towns au Japon en 1990, en même temps que d’autres titres de Lucasfilm Games comme Loom et Indiana Jones et la dernière Croisade. Cette version, produite par Douglas Crockford, bénéficie de musique en qualité CD et ses graphismes sont à nouveau redessinés, cette fois en 256 couleurs. Bien que techniquement, le jeu supporte une définition de 640×480, seule son interface en bénéficie et le reste des graphismes sont identiques à ceux de la version VGA. Bien qu’uniquement disponible au Japon, le CD-ROM du jeu contient les versions en japonais et en anglais,.
Par l’intermédiaire de l’émulateur ScummVM, il est possible de jouer à n’importe laquelle de ces versions, en dehors de celle sur Apple II, sur la plupart des machines actuelles. Depuis 2015, le jeu est également disponible en téléchargement sur le site GOG.com.

## Accueil
| Zak Mc Kracken                    |      |       |
| Média                             | Nat. | Notes |
| Dragon Magazine                   | US   | 3.5/5 |
| Computer and Video Games          | GB   | 85 %  |
| Commodore User                    | GB   | 77 %  |
| Commodore Computing International | GB   | 80 %  |
| Gen4                              | FR   | 99 %  |
| Zzap!64                           | GB   | 93%   |
| Sur Amiga                         |      |       |
| Amiga Format                      | GB   | 71 %  |
| The One                           | GB   | 73 %  |
| Tilt                              | FR   | 85 %  |
| Zzap!64                           | GB   | 90%   |
| Rétrospective                     |      |       |
| Adventure Gamers                  | US   | 4/5   |
| Jeuxvideo.com                     | FR   | 90 %  |

À sa sortie, Zak McKraken est plutôt bien reçu par la presse spécialisée qui met en avant la qualité de sa réalisation et de son interface graphique, son humour et sa durée de vie conséquente. Graphiquement, le jeu est jugé plutôt réussi, voire « superbe », par la plupart des critiques qui saluent notamment son aspect coloré et ses animations,. Ces dernières sont en particulier encensées par les critiques qui les jugent « fluides » et les comparent à celles d’un jeu d’arcade ou d’un dessin animé,,. La critique du magazine Compute! souligne notamment la forme biscornue des sprites animés en expliquant que celle-ci renforce l’aspect humoristique du jeu. En matière d’effets sonores, les critiques sont plus mitigées. Ainsi, Charles Ardai du magazine Computer Gaming World salue l’usage généralisé de bruitage dans le jeu, ceux de Zzap!64 regrettent au contraire qu’il n’y en ait pas assez et les critiques de Dragon les jugent « médiocres »,,. 
Enfin, en matière de localisation, le magazine Gen4 salue le fait que le jeu ait été entièrement traduit en français. 
La plupart des critiques considèrent que le jeu est « drôle », voire « hilarant », grâce notamment à son univers « déjanté » et à son scénario « délirant » et plein d’humour,,. Pour le magazine ACE, le jeu démontre ainsi la supériorité de Lucasfilm Games dans le domaine des jeux humoristiques. Outre son côté humoristique, les critiques mettent également en avant la richesse de son univers et l’intelligence de son scénario,. Charles Ardai regrette cependant qu’après une mise en place prometteuse, l’intrigue devienne vite trop générique avec son histoire de cristaux à récupérer. Il note également que le scénario s’égare à plusieurs reprises et qu’il est insuffisamment supporté par les scènes cinématiques. De son côté, le journaliste de Compute! reproche à la narration de trop s’appuyer sur les énigmes et leur résolution  au détriment de l’histoire. 
Au niveau du gameplay, la presse spécialisée est unanime concernant son interface graphique en pointer-et-cliquer qui est notamment décrite comme « ingénieuse », « flexible » et très facile à prendre en main,. Le seul bémol à ce sujet est relevé par Charles Ardai qui trouve qu’elle manque un peu de souplesse dans les moments les plus tendus. L’accueil des énigmes du jeu est plus mitigé. Ainsi, le magazine Dragon les considère plutôt réussies mais regrette qu’elles ne soient pas plus innovantes. De son côté, Charles Ardai note la présence de quelques très bon puzzles et explique que leur difficulté n’entrave jamais le plaisir de jouer. Il critique cependant certaines énigmes qui d’après lui n’ont aucun sens et qui ne contribuent pas à faire du jeu une bonne fiction interactive. Enfin, le journaliste de Compute! juge que la complexité d’un grand nombre d’énigmes peut se révéler frustrante. La durée de vie du jeu est estimée à une cinquantaine d’heures par les auteurs du test de Dragon qui notent que LucasFilm a incorporé suffisamment de surprises pour que le jeu reste intéressant et amusant sur toute sa durée. Charles Ardai confirme que le jeu est plutôt long mais considère qu’il n’est ni assez drôle, ni assez complexe pour justifier une telle longueur. Il regrette également que le jeu soit un peu trop linéaire et que contrairement à Maniac Mansion, il échoue à donner une sensation de liberté. Les critiques de Dragon soulignent enfin la présence de « barrières invisibles », rien n’indiquant parfois au joueur qu’il ne peut pas aller plus loin.
Globalement, Charles Ardai considère que c’est un bon jeu, avec quelques moments de brillance, mais qu’il n’est pas un grand jeu du niveau de Maniac Mansion. Les journalistes de Dragon partagent cette opinion et expliquent que malgré quelques défauts, c’est un bon jeu d’aventure qui n’atteint cependant pas les sommets comme son prédécesseur. Pour le magazine Compute!, le jeu améliore le système de Maniac Mansion mais ne le prolonge pas. Il note en particulier que compte tenu des outils et du talent de l’équipe de Lucasfilm, il s’attendait à mieux. Le magazine ACE le trouve au contraire impressionnant et le met au niveau des meilleurs jeux de Sierra On-Line.  Pour les journalistes de Gen4, Zak McKraken est génial et est « LE jeu d’aventure de ce début d’année ». Enfin, le magazine Zzap!64 le décrit comme le meilleur jeu mélangeant action et aventure et le juge comme encore meilleur que son prédécesseur.

## Suite
Le jeu n’a bénéficié d’aucune suite officielle mais plusieurs suites ont été développées par des amateurs du premier épisode. La première, baptisée The New Adventures of Zak McKracken, est publiée par Lucasfan Games en 2003. Une nouvelle suite, intitulée Zak McKracken: Between Time and Space, est sortie en 2008.